# Niedervorschütz
Niedervorschütz ist einer von sechzehn Stadtteilen der Stadt Felsberg im nordhessischen Schwalm-Eder-Kreis.

## Geographie
Die Gemarkung von Niedervorschütz umfasst eine Fläche von 4,91 km².

## Geschichte

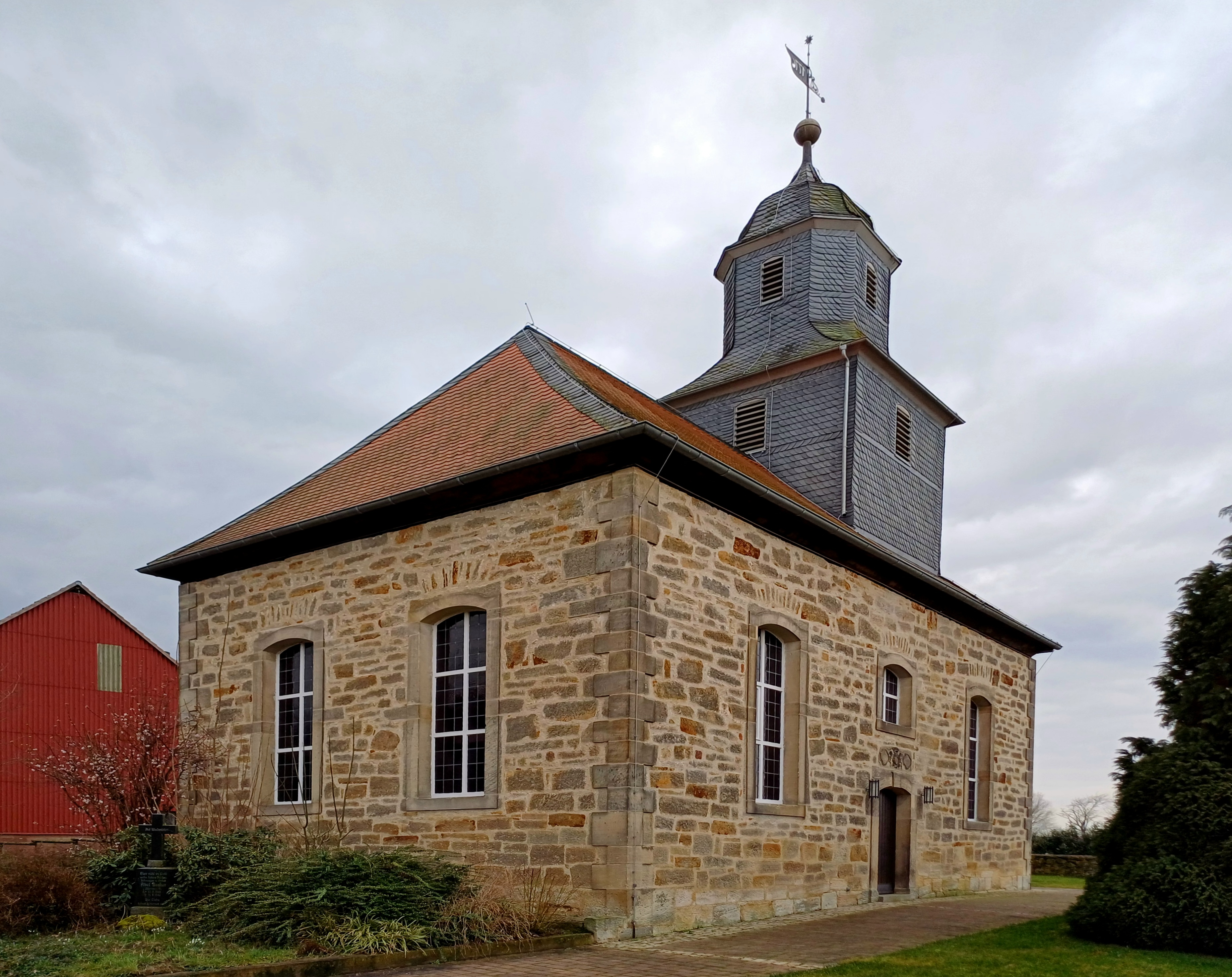
Evangelische Kirche Niedervorschütz

Die älteste bekannte und gesicherte Erwähnung von Niedervorschütz erfolgte im Jahr 1123 unter dem Namen „Burscucede“ im „Mainzer Urkundenbuch“, das Urkunden des Bistums Mainz bis zum Tode Erzbischof Adalberts I. im Jahr 1137 enthält.
Bis zum 31. Dezember 1971 war Niedervorschütz eine selbständige Gemeinde. Im Zuge der Gebietsreform in Hessen wurde Niedervorschütz auf freiwilliger Basis in die Stadt Felsberg eingemeindet.
Für Niedervorschütz wurde, wie für alle eingegliederten ehemals eigenständigen Gemeinden von Felsberg, ein Ortsbezirk  mit Ortsbeirat und Ortsvorsteher nach der Hessischen Gemeindeordnung gebildet.

## Bevölkerung
Einwohnerstruktur 2011
Nach den Erhebungen des Zensus 2011 lebten am Stichtag, dem 9. Mai 2011, in Niedervorschütz 609 Einwohner. Darunter waren 6 (1,0 %) Ausländer. Nach dem Lebensalter waren 102 Einwohner unter 18 Jahren, 252 zwischen 18 und 49, 138 zwischen 50 und 64 und 117 Einwohner waren älter. Die Einwohner lebten in 249 Haushalten. Davon waren 57 Singlehaushalte, 87 Paare ohne Kinder und 90 Paare mit Kindern, sowie 15 Alleinerziehende und 3 Wohngemeinschaften. In 54 Haushalten lebten ausschließlich Senioren und in 165 Haushaltungen lebten keine Senioren.
Einwohnerentwicklung
- 1585: 31 Haushaltungen[2]
- 1747: 36 Haushaltungen[2]

| Niedervorschütz: Einwohnerzahlen von 1834 bis 2020 | Niedervorschütz: Einwohnerzahlen von 1834 bis 2020 | Niedervorschütz: Einwohnerzahlen von 1834 bis 2020 | Niedervorschütz: Einwohnerzahlen von 1834 bis 2020 | Niedervorschütz: Einwohnerzahlen von 1834 bis 2020 |
| --- | -------------------------------------------------- | -------------------------------------------------- | -------------------------------------------------- | -------------------------------------------------- |
| Jahr |                                                    |                                                    |                                                    | Einwohner                                          |
| 1834 | 1834                                               |                                                    | 396                                                | 396                                                |
| 1840 | 1840                                               |                                                    | 410                                                | 410                                                |
| 1846 | 1846                                               |                                                    | 468                                                | 468                                                |
| 1852 | 1852                                               |                                                    | 464                                                | 464                                                |
| 1858 | 1858                                               |                                                    | 424                                                | 424                                                |
| 1864 | 1864                                               |                                                    | 421                                                | 421                                                |
| 1871 | 1871                                               |                                                    | 431                                                | 431                                                |
| 1875 | 1875                                               |                                                    | 410                                                | 410                                                |
| 1885 | 1885                                               |                                                    | 403                                                | 403                                                |
| 1895 | 1895                                               |                                                    | 460                                                | 460                                                |
| 1905 | 1905                                               |                                                    | 427                                                | 427                                                |
| 1910 | 1910                                               |                                                    | 450                                                | 450                                                |
| 1925 | 1925                                               |                                                    | 458                                                | 458                                                |
| 1939 | 1939                                               |                                                    | 484                                                | 484                                                |
| 1946 | 1946                                               |                                                    | 725                                                | 725                                                |
| 1950 | 1950                                               |                                                    | 700                                                | 700                                                |
| 1956 | 1956                                               |                                                    | 597                                                | 597                                                |
| 1961 | 1961                                               |                                                    | 548                                                | 548                                                |
| 1967 | 1967                                               |                                                    | 613                                                | 613                                                |
| 1980 | 1980                                               |                                                    | ?                                                  | ?                                                  |
| 1990 | 1990                                               |                                                    | ?                                                  | ?                                                  |
| 2000 | 2000                                               |                                                    | ?                                                  | ?                                                  |
| 2007 | 2007                                               |                                                    | 888                                                | 888                                                |
| 2011 | 2011                                               |                                                    | 645                                                | 645                                                |
| 2014 | 2014                                               |                                                    | 585                                                | 585                                                |
| 2020 | 2020                                               |                                                    | 601                                                | 601                                                |
| Datenquelle: Historisches Gemeindeverzeichnis für Hessen: Die Bevölkerung der Gemeinden 1834 bis 1967. Wiesbaden: Hessisches Statistisches Landesamt, 1968. Weitere Quellen: Stadt Felsberg:; Zensus 2011 |                                                    |                                                    |                                                    |                                                    |

Historische Religionszugehörigkeit
| • 1885: | 401 evangelische (= 99,50 %), zwei katholische (= 0,50 %) Einwohner |
| • 1961: | 493 evangelische (= 89,96 %), 55 katholische (= 10,04 %) Einwohner  |

## Politik
Für Niedervorschütz besteht ein Ortsbezirk (Gebiete der ehemaligen Gemeinde Niedervorschütz) mit Ortsbeirat und Ortsvorsteher nach der Hessischen Gemeindeordnung.
Der Ortsbeirat besteht aus sieben Mitgliedern. Bei den Kommunalwahlen in Hessen 2021 betrug die Wahlbeteiligung zum Ortsbeirat 61,89 %. Es erhielten die „Dorfliste Niedervorschütz“ (DLN) mit 58,02 % der Stimmen vier Sitze und die Liste „Gemeinsam für Niedervorschütz“ (GFN) mit 41,98 % drei Sitze. Der Ortsbeirat wählte Kai Herrig (DLN) zum Ortsvorsteher.